# Viktor Kalabis
Répertoire
symphonies, musique de chambre, ballet

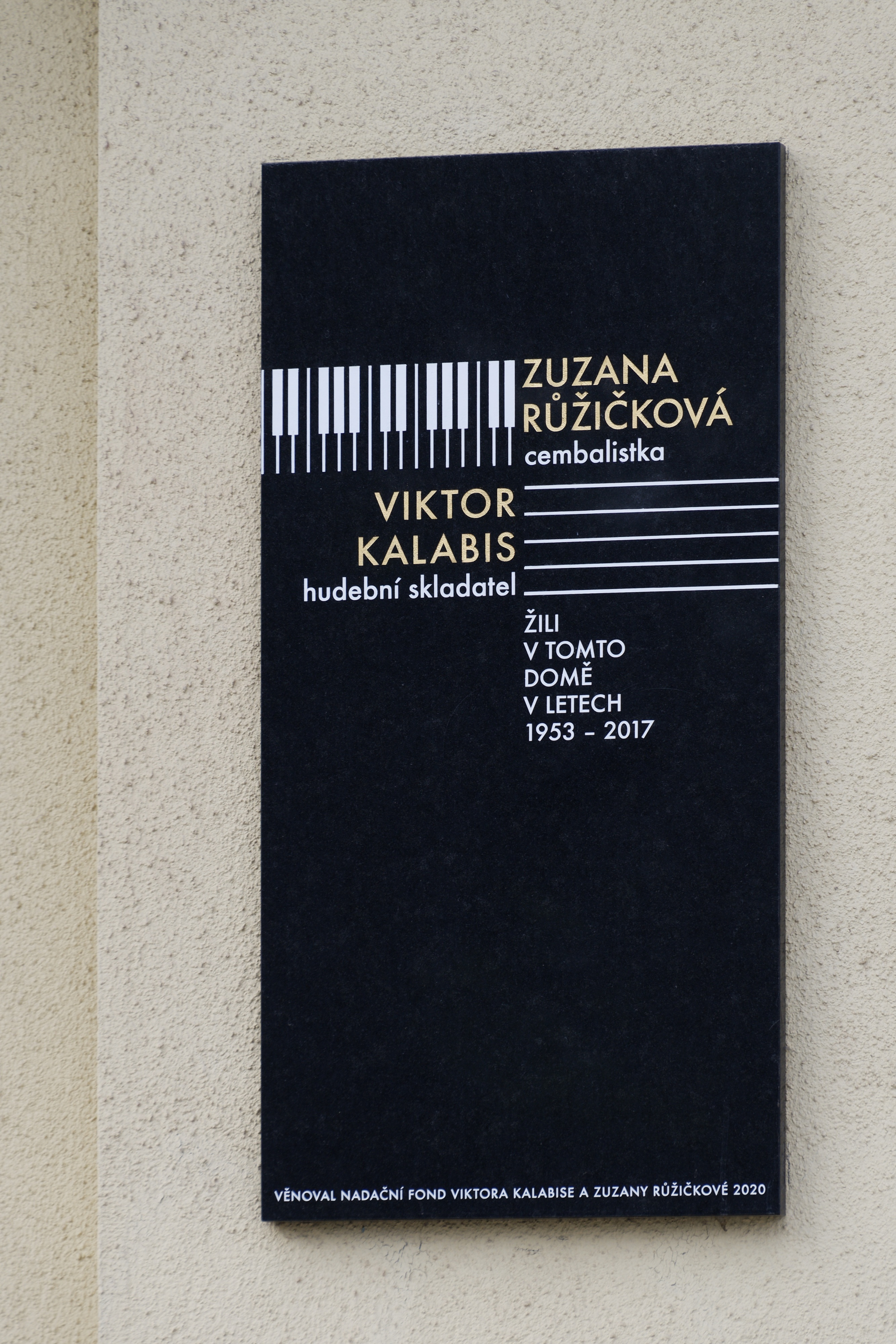
Plaque commémorative de Zuzana Růžičková et Viktor Kalabis, Prague 3, Slezská 107, République tchèque

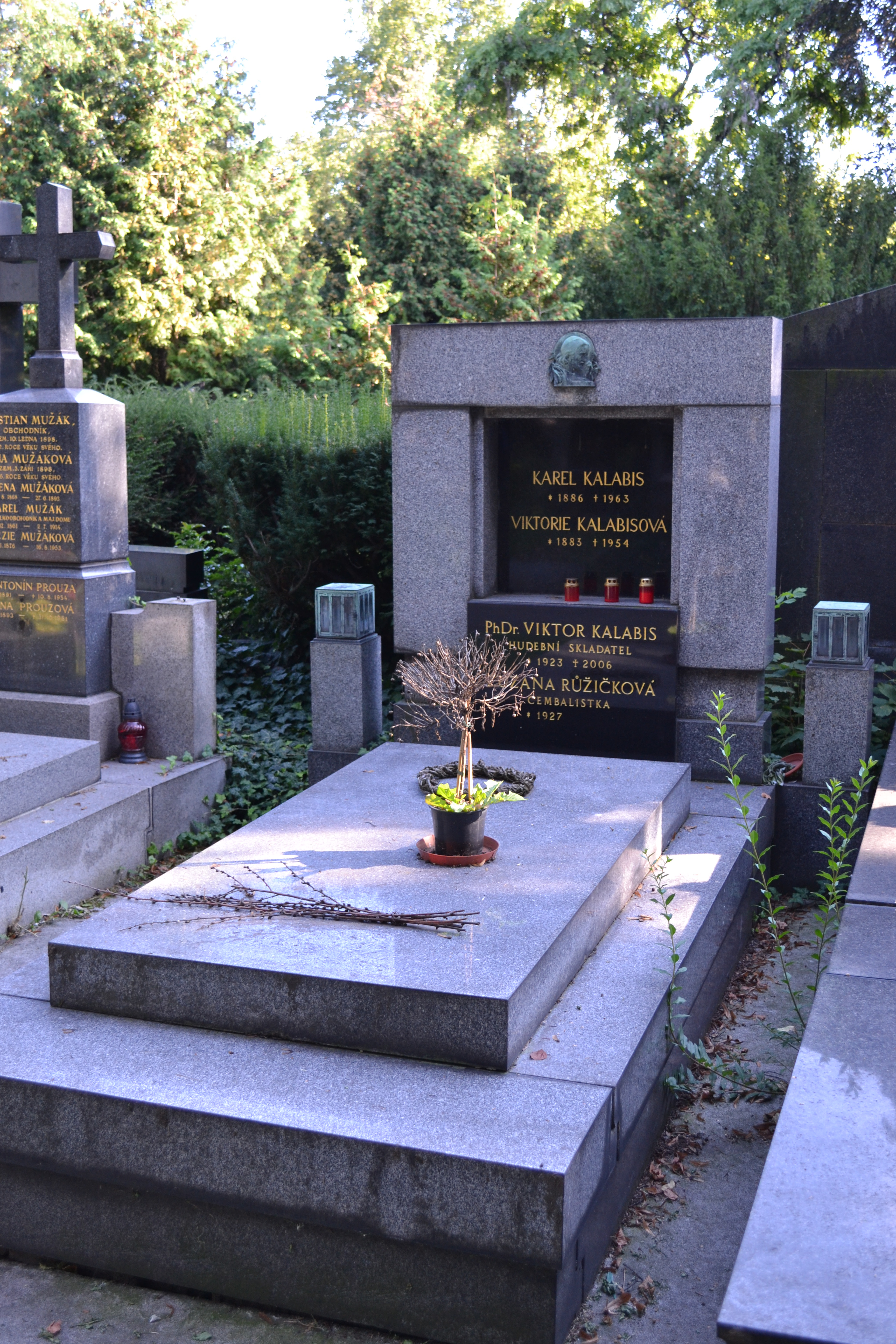
Tombe de Viktor Kalabis

Viktor Kalabis (né le 27 février 1923 à Červený Kostelec, mort le 28 septembre 2006 à Prague) est un compositeur tchèque du XXe siècle.

## Biographie
Diplômé du gymnasium de Jindřichův Hradec en 1942, Kalabis a fait ses études en composition au conservatoire de Prague sous la direction d’Emil Hlobil (en) (1945-1948) et à l'Académie des arts et de la musique sous la direction de Jaroslav Řídký (1948-1952). Il a aussi fait des études de musicologie et psychologie à la faculté de philosophie et art de l'Université Charles de Prague, obtenant son diplôme en 1952 et le doctorat en 1991, après la chute du gouvernement communiste. Dans la période 1953 - 1972 Kalabis était directeur musical et éditeur de la Radio tchécoslovaque de Prague et après 1972 il s'est consacré entièrement à la composition.
L'œuvre de Kalabis se caractérise par un fort sens de logique intérieur, ordre musical, proportion artistique, maîtrise des moyens expressifs et de l'instrumentation. Plusieurs de ses œuvres ont été composées sur commande : le concerto pour orchestre (orchestre philharmonique tchèque), la quatrième symphonie (Staatskapelle Dresden), Canticum Canticorum (Gächinger Kantorei) et le deuxième concert pour violon (Josef Suk). Le premier concert pour piano et le concert pour clavecin ont été composés pour sa femme Zuzana Růžičková, les Cinq Chants romantiques d'amour pour Terezie Csajbokova et l'Orchestre philharmonique national hongrois.
De nombreuses compositions ont été écrites à l'occasion de compétitions internationales, comme le printemps de Prague (Tempting pour flûte, Rondo Drammatico pour violoncelle), le concours international Carl Czerny International (Allegro Impetuoso), le Festival International de Brno (Invocations pour cor). Les œuvres de Kalabis ont été jouées dans le monde entier par des orchestres et des chefs de premier rang, comme Lovro von Matačić, Guennadi Rojdestvenski, Wolfgang Sawallisch, Jiří Kout, Zdeněk Mácal, Karel Ančerl, Václav Neumann, Manuel Rosenthal, Jaroslav Vogel et Herbert Blomstedt.
Kalabis a été cofondateur du concours international « Concertino Praga », président de la Fondation Bohuslav Martinů dès 1991 à 2003 et fondateur de l'institut Bohuslav Martinu. En 1969 il a reçu le Prix d'État et le prix de la critique tchécoslovaque pour sa composition Concerto for Large Orchestra ; l'enregistrement vidéo Alice au pays des merveilles, produit par la télévision tchèque, a reçu le « Parents' Choice Award » aux États-Unis.
Lors de son anniversaire à ses 80 ans, il affirme : « Lorsque j'ai entendu, pour la première fois, des mélodies de Bohuslav Martinů, ses polkas pour piano, sa Comédie sur le pont et même les thèmes de ses symphonies inimitables, j'ai éprouvé la même sensation qu'en lisant l'équation d'Albert Einstein exprimant sa théorie de la relativité. Comment était-il possible de susciter tant d'émotions avec des moyens aussi modestes ? »

## Zuzana Růžičková

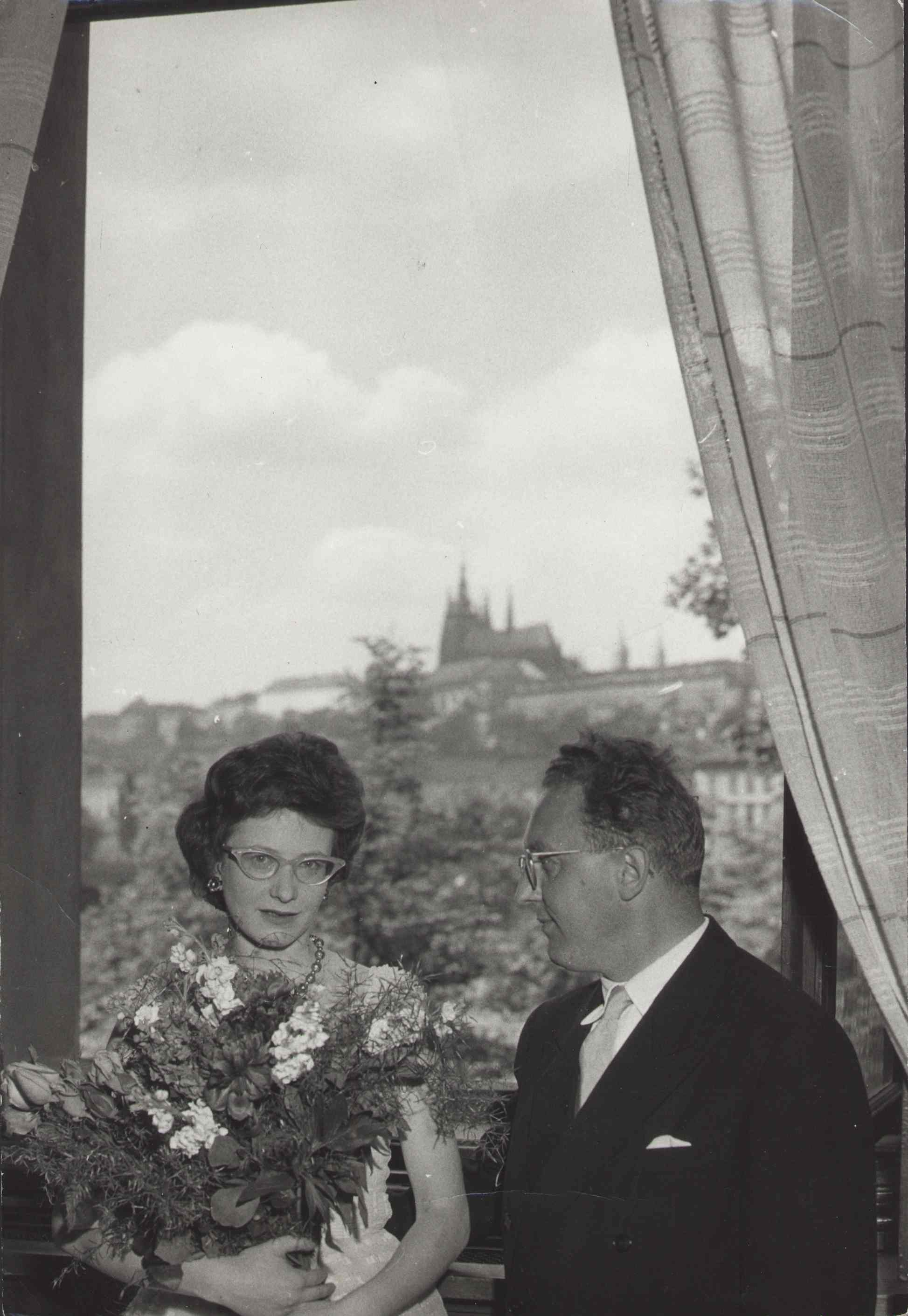
Zuzana Růžičková et Viktor Kalabis après l'exécution du Concerto pour piano, op. 12, Prague, 29 mai 1960

On ne peut rendre hommage à Viktor Kalabis sans inclure Zuzana Růžičková, qui lui donna des cours de piano, avant de devenir sa femme. Elle est la dédicataire naturelle de ses Concertos pour piano et Concerto pour clavecin, ainsi que de la Sonate pour violon et clavecin, mais aussi des délicieuses pièces pour clavecin solo, dont Six two-part canonic Inventions for Harpsichord avec, comme le titre le précise déjà, une inspiration basée sur la musique baroque. Sa conception de la musique pour clavecin change fort avec Aquarelles de 1979, et il va encore plus loin avec son op. 75 : Preludio, Aria e Toccata, I casi di Sisyphos. (Kalabis disait que c’était une pièce pour clavecin orchestral, c’est-à-dire une œuvre considérée comme prête à être orchestrée.)
Née à Plzeň le 14 janvier 1928, elle est donc un peu plus jeune que son « élève ». Cette musicienne d’exception aurait pu disparaître tragiquement comme tant d’autres internés à Terezín. Heureusement, le destin en décida autrement. Elle fait ses études de piano en 1947-51, puis passe rapidement au clavecin avec O. Kredba. En 1956, elle remporte le Concours International de Munich. Deux ans plus tard, la voici à Paris avec Marguerite Roesgen-Champion. En 1961, elle fonde avec Václav Neumann les « Solistes de chambre de Prague », et dès 1962, elle enseigne à l’Académie de musique de Prague. Son répertoire est alors baroque : Couperin, Bach, Purcell… Elle jouera notamment avec Jean-Pierre Rampal. Sa discographie est impressionnante, dont l’intégrale de l'œuvre de Bach pour clavecin. Elle a aussi enregistré un choix de sonates de Scarlatti. Elle a enseigné le clavecin à l'Académie des Arts de Prague et à l'École supérieure de musique de Bratislava. Elle a aussi donné des cours supérieurs à Prague et Zürich.

## Victor Kalabis compositeur

### Musique symphonique
À certaines oreilles, le langage musical de Kalabis est immédiatement reconnaissable et compréhensible. Si ses œuvres de jeunesse montrent l’admiration pour Brahms, c’est avant tout Martinů qu’il révère et révérera toujours. Quant à ses recherches modales, elles évoquent le travail de Bartók. Il est aussi inspiré par Honegger, Stravinsky…, toutes influences qui, assimilées, forgeront son style personnel fait de lyrisme, de puissance expressive et de dépouillement. La création musicale de Viktor Kalabis s’étend surtout dans le domaine de la musique symphonique, du concerto et de la musique de chambre. Ses compositions sont toujours caractérisées par une forte structure et la logique dans le langage musical. Ces aspects sont combinés avec un sens dramatique et une invention mélodique toujours jaillissante. La solide formation héritée de ce maître pédagogue qu’était Řídký – dont Jindřich Feld (né en 1925), contemporain de Kalabis a aussi été l’élève – a donné à Kalabis une maîtrise souveraine des techniques de composition qu’il affinait continuellement par l’approfondissement et les idées nouvelles. Il fut aussi « un excellent observateur des mouvements musicaux qui traversèrent son temps » (Guy Erismann). On dit même qu’il jonglait avec le dodécaphonisme qu’il contraignait à devenir tonal.
La série de ses cinq Symphonies, écrites entre 1957 et 1976, forme le pilier principal de son œuvre symphonique. Peu enclin à se plier au conformisme du réalisme socialiste que représentait Václav Dobiáš et ses émules de l’idéologie officielle, Kalabis marque clairement sa préférence pour un néoclassicisme teinté de lyrisme sombre qui explique le ton dramatique de ses Symphonies.
La renommée mondiale de Viktor Kalabis est venue surtout avec sa Deuxième Symphonie ‘Sinfonia Pacis’ op. 18 de 1961. Lyrique et méditative, cette symphonie est aussi son œuvre la plus fréquemment jouée aussi bien en République tchèque qu’à l’étranger. Kalabis lui-même donne un commentaire de cette symphonie qui nous fait mieux comprendre la manière dont sa philosophie humaniste imprègne son œuvre : « J’ai terminé la composition (et l’orchestration) de ma deuxième symphonie en septembre 1961. J’étais alors astreint aux obligations de mes fonctions régulières à la Radio et me heurtais, au cours de ce travail, à de nombreuses difficultés. La symphonie porte un sous-titre, Sinfonia Pacis. J’ai longtemps hésité avant d’inscrire ce sous-titre en tête de partition. Je m’étais, en effet, rendu compte que des précisions de cet ordre pouvaient aider l’auditeur à orienter sa pensée au moment de l’écoute de l’œuvre, mais qu’elles pouvaient être tout autant déroutantes, le risque étant qu’elles puissent restreindre le champ d’évocation que l’auteur voulait exprimer. Et, dans une certaine mesure, je me trouvais exactement dans ce cas de figure. Or, mon souci premier était de préciser le contenu philosophique de mon ouvrage. Le problème de la guerre ou de la paix est, dans notre siècle – il l’a d’ailleurs toujours été – un problème d’éthique, celui de tout homme élevé dans la réalité d’une culture. Il demeure le problème à la fois le plus actuel et le plus fondamental. Aussi ne m’a-t-il pas semblé possible de le passer sous silence. En utilisant la terminologie latine, j’ai voulu souligner le fait qu’il s’agit là d’un problème qui interpelle l’humanité tout entière, indépendamment des peuples, races et classes sociales. » (citation extraite du livret accompagnant le CD Praga, P. E. Barbier).
Ces principes se retrouvent aussi dans les autres symphonies. Par exemple, dans la Troisième Symphonie (1971) composée pour l’orchestre de Münster (Allemagne) et son chef A. Walter. Ici, il y a en plus des liens directs avec les évènements de l’invasion soviétique de 1968, qui détruisit un avenir un peu plus souriant pour le pays alors dirigé par Dubček. Les trois mouvements de la symphonie sont des tableaux :
1. Le sens de la vie, élégie.
2. Le chaos dans le monde et tout ce qui est inhumain.
3. La nécessité de combattre pour un avenir meilleur.

Dans la Quatrième Symphonie écrite en 1973 pour la Staatskapelle de Dresde, on retrouve les pensées profondes et les méditations sur les problèmes de l’homme et de l’humanité, bien que la musique soit présentée comme musique pure et non à programme.
La Cinquième Symphonie s’inscrit dans la même lignée.
En dehors des symphonies, citons parmi les autres compositions pour orchestre, les Variations pour grand orchestre op. 24, le Concerto pour grand orchestre op. 25 destiné à la Philharmonie tchèque et Two Worlds musique de ballet, op. 54, souvent joué en concert.

### Les œuvres pour soliste et orchestre
Onze concertos sont à l’actif de Kalabis.
S’il compose un Concerto pour clavecin et orchestre à cordes op. 42 en 1975 sur commande de la Camerata Zürich, l’œuvre est en fait dédiée à Zuzana Růžičková. Le concerto ne nie pas son caractère baroque, et l’on sait que les exemples de ce temps sont légion. Kalabis connaissait aussi les œuvres de Poulenc dont son délicieux Concerto Champêtre et, naturellement, Martinů. Ainsi, on arrive rapidement à un type de composition d’expression néoclassique avec les harmonies et les couleurs du XXe siècle. Le Concerto pour piano op. 12 avait déjà vu le jour en 1954. Ensuite, débute une période intensément créatrice avec le premier Concerto pour violon et orchestre op. 17 de 1959 qui connaît un réel succès : il allie une parfaite construction à la profondeur de l’émotion et à une grande invention. Il est dédié à la mémoire de l’activiste démocrate Hana Weberova-Hlavsova, disparue prématurément. Dans le concerto, on ressent une bataille dont l’issue n’est guère optimiste ; son écriture nous fait partager une angoisse permanente, surtout dans le deuxième mouvement. Le Concerto pour violon no 2 est une commande de Josef Suk. Le Concerto pour trompette op. 36 a été écrit pour Maurice André.
Revenons au Concerto pour piano et orchestre op. 12 de 1954. À ce moment, le jeune compositeur commence à trouver sa voie, ayant assimilé l’influence de Stravinsky (voir op. 3, Concerto pour orchestre de chambre)  ainsi que celle des autres grands compositeurs de la première moitié du XXe siècle comme Prokofiev, Bartók, Honegger, Hindemith et Martinů. Il se forge un langage dans lequel il n’oublie pas l’héritage de J. S. Bach et de toute l’histoire de la musique. Le résultat est ainsi cette forme de néo-classicisme en langage moderne. S’il connaît l’école de Vienne, il n’y trouve pas sa manière d’expression. Pas plus qu’il n’est séduit par les musiques expérimentales auxquelles il avait pourtant accès. Dans son cheminement compositionnel, Kalabis trouve sa voie créatrice à partir de ce Concerto. C’est grâce à sa propre inventivité qu’il se libère pour devenir à son tour un créateur authentique. Ce concerto a encore une autre histoire : c’est le cadeau de noces à sa fiancée Zuzana Růžičková !

### Un domaine non abordé, l’opéra
Viktor Kalabis n’a écrit aucun opéra, ce qui pour un compositeur tchèque est pour le moins étonnant, tant le genre semble inscrit dans les gènes des compositeurs de Bohême et de Moravie. Par contre, il a écrit pas mal de musique pour voix et/ou chœur. Citons les Cinq chants romantiques sur l’amour op. 38 ou encore Canticum Canticorum, cantate pour contralto, ténor, chœur mixte et orchestre de chambre, op. 65.

### La musique de chambre
La musique de chambre occupe une partie importante de la production de Viktor Kalabis. Très tôt, dès 1947 en effet, il se met à l’œuvre : Sonate no 1 pour piano op. 2 et la Sonate no 2 pour piano op. 4 suit en 1949. S’enchaînent alors son Quatuor à cordes no 1 op. 6. (1949), un Nonet no 1 op. 13, et un Quatuor à cordes no 2 op. 19.
Ce quatuor en trois mouvements a son centre de gravité dans le deuxième mouvement. L’ensemble est conçu comme un grand arc se développant depuis l’adagio point de départ jusqu’au conflit dramatique de l’allegro molto pour revenir à une conclusion calme et lyrique – adagio.
Les sept quatuors à cordes forment une série assez unique dans l’histoire de la deuxième moitié du XXe siècle. Le Quatuor no 6 est écrit à la mémoire de Martinu. C’est une musique pleine d’invention, de caractère, tout à fait personnelle, un peu écartée des formes traditionnelles et qui reflète tous les aspects de la vie humaine. Le catalogue des œuvres de chambre montre la diversité des ensembles pour lesquels Kalabis a composé.
Viktor Kalabis nous a laissé une œuvre magistrale et nous le comptons parmi les grands compositeurs de la deuxième moitié du XXe siècle. Cela se confirme d’une part par le fait qu’il a reçu beaucoup de commandes de partout dans le monde et, d’autre part, que ses compositions sont aussi exécutées dans le monde entier. Et nous espérons que cela continuera.
Son univers allie les deux éléments essentiels que sont un sens artistique développé au plus haut point et une habileté professionnelle accomplie, sans jamais tomber dans la facilité d’œuvres superficielles. Il reflète les joies et les convulsions de notre temps doublé d’un message clairement humaniste avec une grande puissance expressive. Le dynamisme de sa jeunesse aura duré jusqu’au bout.
« J’avoue que j’aime beaucoup la musique de Kalabis et j’espère que sa musique sera découverte par de plus en plus de monde. »
						Karel Van Eycken - Gauthier Coussement

## Œuvres
Les œuvres de Viktor Kalabis comptent plus de 80 numéros d’opus et sa discographie est effectivement assez vaste pour attester de la reconnaissance internationale.
- Jiří Pilka est l’auteur d’un portrait de Viktor Kalabis paru en 1996 aux éditions ACADEMIA (en tchèque).
- Un catalogue commenté des œuvres de Viktor Kalabis existe sous la plume de Jaroslav Šeda à la Bibliothèque Municipale de Prague, département Musique, Musée de la Musique tchèque. (2 volumes, en tchèque).
- Le site www.musica.cz/kalbis/kalabis/htm fournit une courte biographie en tchèque et en anglais de Kalabis et surtout le catalogue complet de ses œuvres avec mention des minutages et de l’éditeur.
- www.di-arezzo.com propose aussi des partitions de plusieurs éditeurs.

La Fondation Viktor Kalabis et Zuzana Růžičková donne la liste suivante de compositions,.
Ballets
- "Two Worlds" op. 54
- Bajka ("Fable") op.59

Symphonies
- Symphonie no 1 op. 14
- Symphonie no 2 op.18 "Sinfonia pacis" (1961)
- Symphonie no 3 pour grand orchestre op. 33 (1970–71)
- Symphonie no 4 pour grand orchestre op. 34 (1972)
- Symphonie no 5 Fragment pour grand orchestre op. 43 (1976)

Musique symphonique
- Suite « Festival de Strážnice » pour grand orchestre op. 9
- Variations Symphonique pour grand orchestre op. 24
- Concerto pour grand orchestre op. 25
- Ouverture pour grande orchestre op. 7

Concertos
- Concerto pour piano et orchestre no 1 op. 12 (1954)
- Concerto pour piano et instruments à vent no 2
- Concerto pour violon et orchestre no 1 op. 17
- Concerto pour violon et orchestre no 2 op. 49
- Concerto pour clavecin et cordes op. 42
- Fantasia Concertante pour alto et orchestre à cordes
- Concerto pour violoncelle et orchestre op. 8
- Concerto pour trompette et orchestre op. 3 ("Le Tambour de Villevielle")
- Concertino pour basson et instruments à vent op. 61

Compositions pour orchestre de chambre
- Diptych pour cordes op. 66
- Chamber Music for String
- Concerto Hommage à Stravinsky pour orchestre de chambre op. 3

Quatuors à cordes
- Quatuor à cordes no 1 op. 6 (1949)
- Quatuor à cordes no 2 op. 19
- Quatuor à cordes no 3 op. 48
- Quatuor à cordes no 4 op. 62 "ad honorem J. S. Bach"
- Quatuor à cordes no 5 op. 63 "In Memory of M. Chagall"
- Quatuor à cordes no 6 op. 68 "In Memory of B. Martinu"
- Quatuor à cordes no 7

Quatuor avec piano
- Ludus pour quatuor avec piano op. 82 (1996)

Nonets
- Nonet no 1 op. 13 Classical
- Nonet no 2 op. 44 "Homage to Nature"

Compositions pour instruments à vent
- Incantation
- Septet "Strange Pipers"
- Octuor pour instruments à vent op. 50 "Spring Whistles" (1979)
- Divertimento pour quintet à vent op. 10
- Petite musique de chambre pour quintette à vent op. 27

Duos avec piano
- Sonate pour violon et piano
- Hallelujah pour violon et piano
- Sonate pour alto et piano
- Sonate pour violoncelle et piano op. 29
- Sonate pour clarinette et piano op. 30
- Suite pour clarinette et piano op. 55
- Suite ("Bagpiper's") pour hautbois et piano op. 11
- Fantasie pour hautbois et piano op. 1
- Variations pour cor anglais et piano op. 31
- Sonate pour trombone et piano

Duos avec clavecin
- Sonate pour violon et clavecin op. 28
- Dialogues pour violoncelle et clavecin
- "Four Pictures" pour flûte et clavecin

Duos pour d'autres formations
- Duettina pour violon et violoncelle
- Duettina pour violoncelle et contrebasse
- 3 Impressions pour deux clarinettes
- Small Suite pour deux bassons
- Couples pour deux flûtes
- Compositions pour instruments solo

Piano
- Accents (Expressive studies for piano)
- Entrata, Aria e Toccata pour piano op. 41
- 3 Polkas pour piano op. 52
- 4 Enigmas for Graham
- 2 Toccatas pour piano
- Allegro impetuoso pour piano
- Sonate pour piano no 1 op. 2 (1947)
- Sonate pour piano no 2 op. 4 (1949)
- Sonate pour piano no 3 op. 57

Clavecin
- 6 Two-Voices Canonic Inventions
- Aquarelles op. 53
- Preludio, Aria e Toccata, "I casi di Sisyphos"

Violoncelle
- 3 Monologues pour violoncelle solo
- Rondo Drammatico pour violoncelle solo

Flûte
- 3 Pièces pour flûte
- "Tempting" pour flûte

Cor anglais
- Invocation pour Cor anglais solo

Guitare
- Réminiscences pour guitare op. 46

Orgue
- Fresque symphonique pour orgue op. 22, "Afresco sinfonico"

Compositions vocales
- Cantates
- "Canticum canticorum" cantate pour alto, ténor, chœur de femmes et petit orchestre op. 65
- La Guerre, cantate op. 45 pour Chœur Mixte, flûte, et piano on folk poetry

Chants avec accompagnement orchestral
- 5 Romantic Love Songs to words by R.M. Rilke
- « Le Mariage des oiseaux » op. 5 (voix et piano)
- "Carousel of Life" for lower voice and piano to words by R.M. Rilke

Chœurs mixtes
- "Dawn" op. 51, "Autumn" op. 60, 2 chœurs sur des textes de Vl. Sefl

Chœurs d'enfants
- Children Songs (avec piano)
- Album of Folksongs (avec piano)
- 4 Songs for Little Children (avec piano)
- We Sing a Song (avec flûte et hautbois) op. 40
- Trois chœurs d’enfant avec piano op. 47

Enfin, voici quelques œuvres, dont certaines ne sont pas disponibles en enregistrement :
Studance pour piano
Six pièces pour les plus jeunes pianistes

## Discographie non exhaustive

### LP
- Symphonie no 2 Sinfonia Pacis, op. 18			Supraphon ST 50592

(+ Miloslav Ištvan : Ballad of the south)
Orchestre Symphonique Tchécoslovaque / Martin Turnovský
- Symphonie no 3 pour grand orchestre, op. 33			Panton 11 0349 H

(+ Jan Hanuš : Musica Concertante)
Philharmonie Tchèque / J. Bělohlávek
- Symphonie no 4 pour grand orchestre, op. 34		Supraphon ST 41 10 1784

(+ Josef Boháč : Suita Drammatica)
Philharmonie Tchèque / Zdeněk Košler
- Symphonie Fragment no 5 pour grand orchestre op. 43  	Panton ST 8110 0126

(+ Jan Hanuš : Symphonie no 6)
Philharmonie Tchèque / Václav Neumann
- Variations Symphoniques, op. 24				Panton ST 81 0830 1031

(+ Otmar Mácha : Variations sur un thème et la mort de Jan Rychlík
Iša Krejčí : Symphonie no 1)
Orchestre Symphonique de Prague (FOK)/ Miloš Konvalinka
- Two Worlds, musique de ballet pour grand orchestre (d’après Alice in Wonderland) Panton ST 81 10 0373 G

(+ Iša Krejčí : Sérénade pour orchestre)
Philharmonie Tchèque / Jiří Bělohlávek
Il en existe un film avec le Ballet de Chambre de Prague.
- Concerto per grande orchestra (1966)			Supraphon ST 1 10 1411/2

(+ Zdeňek Lukáš : Symphonie no 4
Jindřich Feld : Symphonie no 1
Emil Hlobil : Concerto Filarmonico)
Philharmonie Tchèque / Ladislav Slovák
- Diptych pour cordes, op. 66					Panton ST 81 0838

(+ Otomar Kvěch : R.U.R.
Jiří Teml : Symphonie no 2)
Orchestre de Chambre Suk / Josef Vlach
- Concerto pour piano et orchestre				Supraphon ST 1 10 1680

(+ Josef Páleníček : Concerto no 3 pour piano et orchestre)
Emil Leichner, piano
Orchestre de Chambre de Prague / Jiří Kout
- Concerto pour clavecin et cordes, op. 42			Supraphon Kvadro 1410 2755 QG

(+ Zdeňek Šesták : Concerto pour orchestre à cordes)
Zuzana Růžičková, clavecin
Orchestre de chambre de Prague / Viktor Kalabis
- Concertino pour basson et instruments à vent, op. 61		Panton ST 8111 0538

(+ Oldřich Semerák : Musique pour quartetto
Zdeňek Lukáš : ‘2+2’ Sonare per quattro strumenti
Ivan Kurz : Deux ‘Ja’ – Duo pour deux violons)
Harmonie de la Philharmonie Tchèque.
- Concerto pour violon et orchestre no 1, op. 17		Panton ST 8110 0467

(+ J. B. Foerster : Concerto pour violon no 2)
Petr Škvor, violon
Orchestre Symphonique de Prague (FOK) / Viktor Kalabis
- Concerto pour violon no 2, op. 49 en un mouvement		Supraphon ST 1110 3035 ZA

(+ Ladislav Kubík : Concerto pour violon et orchestre en un mouvement)
Josef Suk, violon
Philharmonie Tchèque / Wolfgang Sawallisch
- Concerto pour violon no 2, op. 49				Panton ST 81 0950 1011

(+ Miloslav Kabeláč : Metamorphoses no 2 pour piano et orchestre op. 58)
Ivan Ženatý, violon
Orchestre Symphonique de Prague (FOK) / Jiří Bělohlávek
- Quatuor à cordes no 2, op. 19					Panton ST 1111 3613 G

(+ Ladislav Kubík : quatuor à cordes en un mouvement
Vladimir Sommer : Quatuor à cordes en ré mineur)
Quatuor Panocha
- Quatuor à cordes no 2, op. 19					Supraphon SUA ST 58855

(+ Pavel Borkovec : Quatuor à cordes no 5)
Quatuor Vlach
- Quatuor à cordes no 5, op. 63					Panton ST 8111 0623

(+ Vladimir Svatoš : quatuor à cordes no 2
Štěpan Lucký : Quatuor à cordes (en 1 mouvement)
Quatuor Kroft
- Piano trio, op. 39					 	Supraphon ST 1 11 2170

Josef Suk, Josef Chuchro et Jan Panenka
Six two-part Canonic Inventions for harpsichord, op. 20
Zuzana Růžičková
Sonate pour violon et clavecin, op. 28
Josef Suk, Zuzana Růžičková
- Petite musique de chambre pour quintette à vent, op. 27	Supraphon ST 1 11 1426

(+  Jindřich Feld : Quintette no 2
Lubor Bárta : Quintette no 2
Oldřich Flosman : Sonata pour quintette à vent et piano)
Quintette à vent de Prague + Josef Hála, piano
- Canticum Canticorum, cantate pour alto, ténor, chœur de femmes et petit orchestre, op. 65 Panton ST 81 0923-1 211

(+ Zdeňek Lukáš : To plant a tree (6 chansons)
Václav Felix : Open Letters, op. 67 (5 chœurs mixed)
Luboš Sluka : At the end of the millenium (3 chœurs mixed)
Ctirad Kohoutek : Kissing Bread (Scherzo pour chœur mixed)
Marga Schimel, alto ; Aldo Baldin, ténor ; Göchinger Kantorei ; Stuttgarter Kammer-Orchester ; Helmut Rilling
- Cinq chansons romantiques d’amour (texte : R. M. Rilke)  Supraphon ST 1112 2455 G

(+ Petr Eben : Chansons)
Ernst Haefliger, ténor
Orchestre de chambre tchèque / Viktor Kalabis
- Concerto pour trompette et orchestre, op. 36			SU 1192035
- Petite musique pour cordes, op. 21				SU 8355
- Nonet no 2, op. 44						SU 8111 0097
- Octuor pour instruments à vent, op. 50			PA 1119 2736
- Divertimento pour quintette à vent, op. 10			SU 5484
- Sonate pour violon et clavecin, op. 28				SU 1112 1706
- Sonate pour violoncelle et piano, op. 29			PA 11 0490
- Sonate pour clarinette et piano, op. 30				PA 11 0231
- Sonate pour trombone et piano, op. 32			SU 1119 1053
- Sonate no 3 pour piano, op. 57					SU 1119 3549
- Akcety, pour piano, op. 26					SU 019 0557
- Trois polkas pour piano, op. 52				SU 1119 2934
- Tri kusy pour flûte seule, op. 35				PA 11 0439
- Svitani, pour chœur de femmes, op. 51				PA 8112 0190

### CD
(plusieurs enregistrements ont été transférés sur CD)
- Concerto pour clavecin et orchestre à cordes op. 42		Supraphon SU 3736-2 911

Zuzana Růžičková, clavecin
Orchestre de chambre de Prague / Viktor Kalabis
- Concerto pour violon et orchestre no 1

Petr Škvor, violon
Orchestre symphonique de Prague / Viktor Kalabis
- Cinq chansons romantiques d’amour op. 38

Ernst Haefliger
Orchestre de chambre tchèque / Viktor Kalabis
- Variations Symphoniques pour grand orchestre op. 24

Philharmonie Tchèque / Václav Neumann
- Symphonie no 3						Panton 81 9027 2 011

Orchestre symphonique de la radio de Prague / Jiří Bělohlávek
Concerto pour violon et orchestre no 2
Josef Suk, violon
Philharmonie Tchèque / Wolfgang Sawallisch
- Concerto pour grand orchestre op. 25

Philharmonie Tchèque / Ladislav Slovák
- Symphonie no 3 pour grand orchestre op. 33		Harmonia Mundi PR 255 002 CM 210

Orchestre symphonique de la radio de Prague / Jiří Bělohlávek
Tristium, Fantaisie concertante pour alto et cordes op. 56
Lubomír Malý, alto
Orchestre de chambre slovaque / Bohdan Warchal
Symphonie Fragment no 5 pour grand orchestre op. 43
Orchestre symphonique de la radio de Prague / Jiří Kout
Bajka (Fable), musique de ballet pour orchestre de chambre op.59
Philharmonie de chambre de Pardubice / Petr Škvor
- Tristium op. 56					Arco Diva UP 0097 – 2 131

(+ Jindřich Feld : Sonate pour flûte (+ orch.)
Musique concertante pour flûte, alto, harpe et cordes
Zdeňek Lukáš : Musique pour harpe et cordes)
Jitka Hosprová, alto
Orchestre de chambre de Prague / Antonín Hradil
- Tristium op. 56					Artesmon AS 720 – 2 –Chvala violy

(+ Klement Slavický : Rapsodie pour alto solo
Zdeňek Lukáš : Sonate pour alto solo
Petr Eben : Rorate Coeli)
Jan Peruška, alto
Petite Philharmonie Tchèque / Jan Kucera
- Symphonie no 2  op.18 Sinfonia Pacis pour grand orchestre Harmonia Mundi PR 250 011 CM 201

Orchestre symphonique de Prague (FOK) / Václav Smetáček
(+ W. Lutoslawski : concerto pour orchestre
B. Britten : Cantata Misericordium)
- Diptych op. 66 pour cordes					MD + G L 3317

Orchestre de chambre Suk / Josef Vlach
(+ Leoš Janáček : Suite pour cordes
Bohuslav Martinů : Partita et Serenata II)
- Quatuor à cordes no 3 op. 48					Panton 71 0440-2

Quatuor Talich
Quatuor à cordes no 4 op. 62 ad honorem J. S. Bach
Doležal Quartet
Quatuor à cordes no 5 op. 63 à la mémoire de Marc Chagall
Kroft Quartet
Quatuor à cordes no 6 op. 68, à la mémoire de Bohuslav Martinů
Martinů Quartet
- Aquarelles pour clavecin op. 53				Nibiru 0138 2131

Preludio, Aria e Toccata per clavicembalo ‘I Casi di Sisyphos’
Zuzana Růžičková, clavecin
(+ Bohuslav Martinů : Sonate ; Deux pièces ; Deux impromptus
Jan Rychlík : Ommaggi Gravicembalistici
Peter Mieg : Pour le clavecin
Béla Bartók : 3 Danses bulgares du cycle Mikrokosmos)
- Sonate pour violon et piano op. 58				Panton 81 1398 2 131

Ivan Ženatý, violon ; Milan Langer, piano)
Hallelujah (Psaume 150) pour violon et piano, troisième partie des ‘Trois fresco’s de l’Ancien Testament, ensemble avec Petr Eben et Oldřich Korte (*)
Antonin Novák, violon ; Jaroslav Šaroun, piano
(+ Oldřich Korte : Philosophical Dialogues ; Elihu contra Job (*)
Petr Eben : Sonatina Semplice ; Saul et la prophétesse à En Dor (*)
- Ludus pour quatuor avec piano op. 82			Arcodiva Stereo UP 0027-2- 131

Martinů Piano Quartet
(+ Bohuslav Martinů : Quatuor avec piano no 1
Karel Husa : Variations pour violon, alto, cello et piano)
- Six two-part canonical Inventions op. 20 pour clavecin   	AMU 2000

(1 – 4)				Czech Radio Licence HF 0006-2131
(+ Jiří. Gemrot : Sonata per cembalo
Lubor Bárta : Sonata
Milan Slavický : Coming together 1
Jiří Teml : Diptych
Bohuslav Martinů : Sonata
Petr Eben : Sonata)
Giedré Lukšaité-Mrázková.